# Argentijnse amarant
De Argentijnse amarant (Amaranthus standleyanus) is een eenjarige plant uit de amarantenfamilie (Amaranthaceae). De wetenschappelijke naam van de soort werd in 1941 gepubliceerd door Guillermo Covas, die zich baseerde op een eerder door Lorenzo Raimundo Parodi opgestelde beschrijving.

## Kenmerken
De bloeiwijze is tot aan de top bebladerd; deelbloeiwijzen staan in de bladoksels. Het bloemdek bestaat uit spatelvormige, vier- of vijfbladige, ongelijke bloemdekbladen. De vruchten springen onregelmatig overdwars open, zijn in het onderste deel rimpelig en verder glad. De bladeren hebben hun grootste breedte onder het midden. De bladeren en de zaden kunnen gekookt als spinazie of brij gegeten worden.

## Standplaats en verspreiding
De plant staat op zonnige, vochtige, goed gedraineerde bodems bestaande uit zand, leem, grindige leem en klei. De eenjarige plant is droogtetolerant en mijdt schaduw. Hij groeit in bermen en op stortterreinen, haventerreinen, overslagplaatsen en andere ruderale plekken.
De soort stamt oorspronkelijk uit Argentinië en omringende landen en treedt efemeer op in Europa (in Spanje is ze ingeburgerd) en wordt aangevoerd als verontreiniging in wol, graan en vogelzaad. 
In Nederland is de plant zeer zeldzaam.
... · 
A. albus (Witte amarant) · 
A. blitoides (Nerfamarant) · 
A. blitum (Kleine majer) · 
A. caudatus (Kattenstaartamarant) · 
A. deflexus (Liggende majer) · 
A. graecizans (Afrikaanse amarant) · 
A. hybridus · 
A. hybridus subsp. bouchonii (Franse amarant) · 
A. hybridus subsp. hybridus (Basterdamarant) · 
A. hypochondriacus · 
A. palmeri (Tweehuizige amarant) · 
A. retroflexus (Papegaaienkruid) · 
A. rudis (Oeveramarant) · 
A. standleyanus (Argentijnse amarant) · 
...